# Leopoldo Antonini
Leopoldo Antonini (... – 1º giugno 1916) è stato un calciatore italiano, di ruolo attaccante.

## Biografia
Giocatore della Juventus, per la quale, da attaccante, aveva segnato al debutto, cadde il 1º giugno 1916, vittima della prima guerra mondiale.